# Elena Barulina

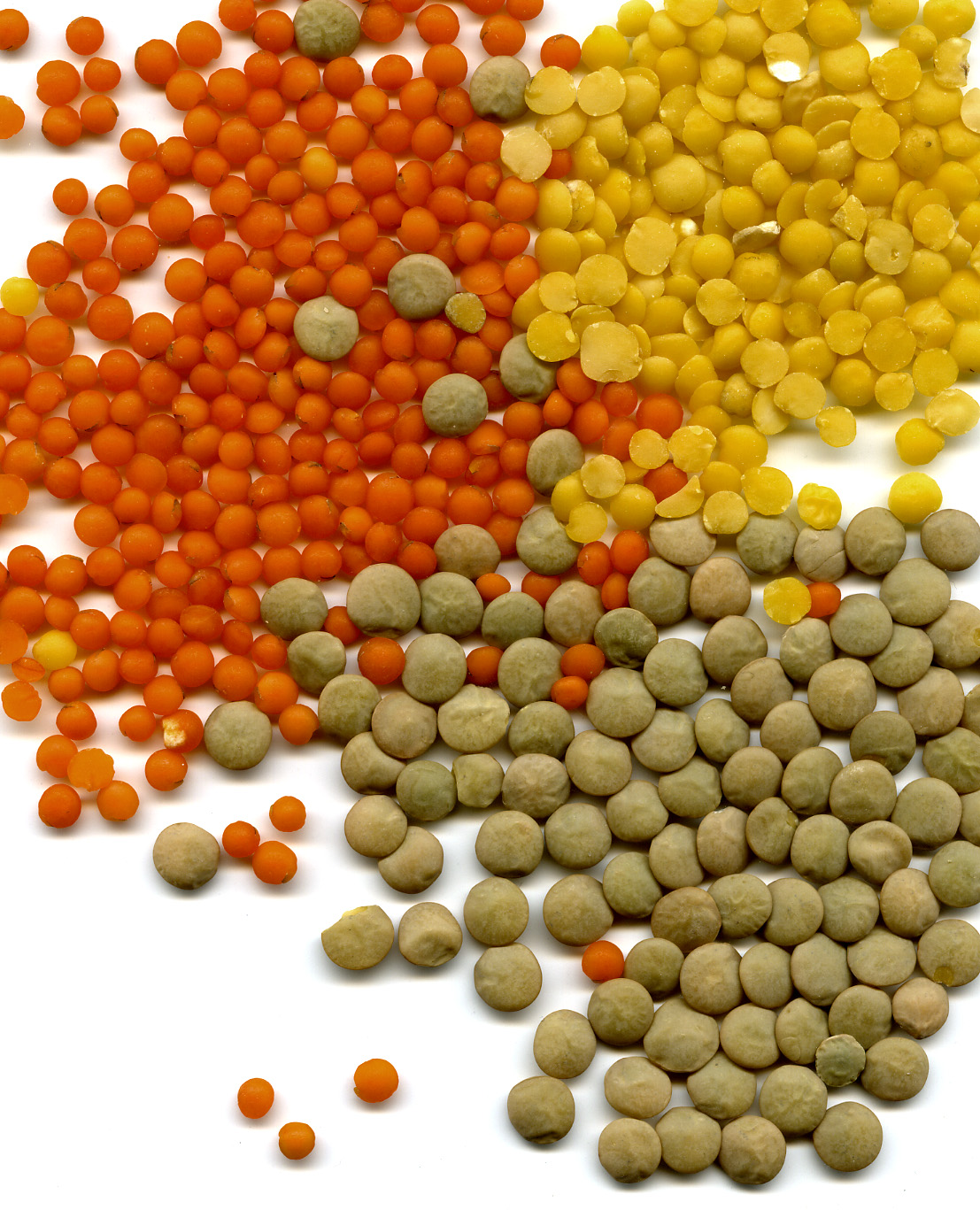
Lentejas, Lens culinaris.

Elena Ivanovna Barulina (en ruso: Елена Ивановна Барулина; 1895-9 de julio de 1957) fue una botánica y genetista rusa, pionera en el estudio de las lentejas y sus parientes silvestres. En 1930 publicó el primer mapa de su distribución internacional en una monografía de 317 páginas, que se convirtió en la referencia estándar para los investigadores.

## Biografía
Barulina nació en 1895 en Sarátov, un importante puerto en el río Volga. Su padre era gerente en el puerto. Después de graduarse en 1913 (con una medalla de plata) ingresó en la Facultad de Agronomía de la Universidad de Sarátov.
Uno de sus profesores, el botánico y geógrafo ruso Nikolai Vavilov, la recomendó para un trabajo de posgrado y luego la invitó a acompañarlo a San Petersburgo, donde se convertiría en Directora de la Oficina de Botánica Aplicada (ahora el Jardín Botánico e Instituto de Investigación Panruso N.I. Vavílov). Una vez allí, se convirtió en asistente de jefe de la estación experimental de semillas del instituto. En 1926 se casó con Vavilov.
Barulina se convirtió en la experta del centro en lentejas, eventualmente clasificándolas en seis grupos. Sobre la base de las especies silvestres que se encuentran en asociación con los primeros cultivares, ella postuló que las lentejas cultivadas modernas (Lens culinaris) se originaron a partir de una especie silvestre Lens orientalis.
En 1930, Barulina publicó una monografía de 319 páginas de su investigación en Lentejas de la URSS y de otros países como suplemento al Boletín de Botánica Aplicada. Su trabajo de 1930 se convirtió en la referencia estándar para los investigadores que estudian las lentejas. Fue la primera persona en mapear la distribución internacional de diferentes especies de lentejas.
Barulina, más tarde, en 1937, resumió su investigación de lentejas en el Volumen IV de Flore des Plantes cultivées.
Además de su trabajo académico sobre las lentejas, Barulina dirigió importantes expediciones de recolección de plantas en Crimea en 1923 y en Georgia en 1933. También participó en otras investigaciones en el instituto. Como uno de los genetistas más importantes del instituto, la investigación de Barulina se extendió más allá del trabajo con lentejas. La abreviatura estándar del autor Barulina se utiliza para indicarla como la autora cuando cita nombres botánicos.

## Años después
La creencia de Stalin en las teorías agronómicas de Trofim Lysenko llevó al arresto y encarcelamiento de Vavilov en 1941. Lysenko se hizo cargo del instituto. Barulina y su hijo Yuri, nacido en 1928, regresaron a Sarátov, donde pasaron el resto de la Segunda Guerra Mundial en situación de pobreza. Sin saber que su esposo también había sido trasladado a una prisión en Sarátov, Barulina le envió paquetes de comida a Moscú, que nunca le llegaron.
Vavilov murió en 1943 pero fue rehabilitado en 1955. Barulina pudo comenzar a trabajar en la edición de sus artículos para su publicación, pero murió el 9 de julio de 1957.
Según su biógrafa Margarita Vishnyakova, que escribió en 2007, Barulina era "una científica famosa, experta en los recursos genéticos de las plantas cultivadas". Sus trabajos hasta el día de hoy no han perdido su relevancia y son ampliamente citados en la literatura científica mundial ".